# Andy LaVerne
Pour les articles homonymes, voir Laverne.
Andy LaVerne est un pianiste américain né le 4 décembre 1947 à New York, (New York).
Après la Juilliard School (1955), il poursuit ses études à la New York City High School of Music and Art, au Berkeley College et au Conservatoire de musique de la Nouvelle-Angleterre.
La Verne découvre le jazz à la radio (en entendant Monk's Dream), et étudiera ensuite avec Bill Evans, Don Friedman, Jaki Byard et Richie Beirach. Ses concerts à deux pianos avec Chick Corea, son passage dans l'orchestre de Woody Herman (1973-75) et sa collaboration avec Stan Getz (pour qui il est aussi compositeur et arrangeur, participant à l'«enveloppement» électrique des opus du saxophoniste) de 1977 à 80 concourent à sa notoriété.
Très demandé, on l'entendra notamment avec Dizzy Gillespie, Sonny Stitt, Lee Konitz, Joe Farrell, Eddie Harris, Dave Liebman, Bob Brookmeyer, Dave Samuels ou John Abercrombie), trio, quartette ou quintette, avec, entre autres, Jerry Bergonzi ou Rick Margitza.
Il enregistre un album solo (au titre malicieux) avec deux pianos en 1992, Buy One, Get One Free.
Une pointe de virtuosité, un  toucher franc et une limpidité d'expression caractérisent son jeu, élégance que confirment ses colorations des harmonies. Si on peut lui reprocher certaine emphase dans les enjolivures (privilégiant le formel sur le spontané), ou de forcer son jeu entre les influences de Tyner et Corea (au prix d'un certain raidissement), il n'est jamais plus pertinent qu'en tempo médium/enlevé, quand ses lignes rebondissent sur un balancement élastique pour offrir des interprétations souvent affriolantes.

## Discographie en leader
- Another World, 1977
- Captain Video, 1981
- Liquid Silver, 1984
- Plays The Music Of Chick Corea, 1986
- True Colors, 1987
- Standard Eyes, 1990
- Buy One, Get One Free, 1992
- In The Mood For A Classic (Plays Bud Powell), 1993
- Live at Maybeck Recital Hall, Vol.28, 1993
- Know More, 2000
- All Ways, 2004

## Discographie Andy LaVerne &John Abercrombie
- Natural Living, 1989
- Nosmo King, 1991
- Wehre we Were, 1996

## Discographie Andy LaVerne Trio
- Glass Ceiling, 1993
- Time Well Spent, 1994

## Discographie Andy LaVerne Quartet
- Four Miles, 1996
- Stan Getz In Chappaqua, 1996

## Discographie Andy LaVerne Quintet
- Serenade To Silver (A Tribute To Horace Silver), 1995